# Elektrische Energie
Als elektrische Energie (Formelzeichen {\displaystyle E}) bezeichnet man Energie, die mittels Elektrizität übertragen oder in elektrischen Feldern gespeichert wird. Energie, die zwischen elektrischer Energie und anderen Energieformen umgewandelt wird, heißt elektrische Arbeit (Formelzeichen {\displaystyle W}). Vor 1970 war auch die Bezeichnung Stromarbeit gebräuchlich. In der Energiewirtschaft wird die übertragene elektrische Energie auch Strommenge oder (seltener) Elektrizitätsmenge genannt.
Als Maßeinheit für elektrische Energie und Arbeit wird die Wattsekunde (Einheitenzeichen Ws) oder gleichbedeutend das Joule (J) verwendet. Zur Messung des Energieverbrauchs ist in der Energiewirtschaft die größere Maßeinheit Kilowattstunde (kWh) üblich.
1 kWh = 3 600 000 J;   1 J ≈ 2,778·10−7 kWh.
Elektrische Energie ist vielseitig verwendbar, da sie sich mit geringen Verlusten in andere Energieformen umwandeln und gut transportieren lässt. Ihre Erzeugung und die Versorgung von Wirtschaft und Verbrauchern ist in modernen Gesellschaften von großer Bedeutung.

## Erscheinungsformen
In Kraftwerken, Batterien und Akkumulatoren entsteht elektrische Energie durch Umformung aus anderen Energieformen, z. B. aus thermischer Energie oder chemischer Energie. Über Stromleitungen wird diese zu den Verbrauchern transportiert, um dort wieder in andere Energiearten umgeformt zu werden (kinetische, potentielle, Licht- oder Wärmeenergie).
Die elektrische Energie ist im elektromagnetischen Feld lokalisiert, das sich makroskopisch in Strom und Spannung manifestiert (siehe unten).

### Energie einer Batterie
Eine Batterie hält aufgrund ihres chemischen Energieinhalts bei hinreichend niedriger Stromstärke zwischen ihren Polen eine konstante Spannung aufrecht (die Spannung kann abnehmen, wenn die Stromstärke steigt). Dies geschieht solange, bis eine bestimmte Ladung durch den Stromkreis geflossen ist. Wie viel Ladung {\displaystyle Q} fließen kann, kann anhand der Nennkapazität ermittelt werden (gängige Einheit Amperestunde, 1 Ah = 3600 C). Danach sinkt die Spannung {\displaystyle U} unter ihren Nennwert. Gemäß der Definition der elektrischen Spannung wird dabei die Arbeit {\displaystyle Q\cdot U} verrichtet (siehe unten), sodass beispielsweise eine Mignonzelle mit 1,5 V Nennspannung und 2,3 Ah Nennkapazität mindestens 3,45 Wh ≈ 12 kJ elektrische Energie bereitstellen kann.

### Feldenergie
Elektrische Energie kann sowohl im elektrischen Feld als auch im magnetischen Feld gespeichert werden. Dazu zählen die Speicherung von Energie in einem Kondensator (elektrostatisches Feld) oder in einer Spule (magnetisches Feld).
Magnetische Energie äußert sich in einem magnetischen Feld und übt eine Kraft auf bewegte Ladungen aus, die so genannte Lorentzkraft. Man spricht hierbei auch vom Elektromagnetismus. Elektromagnetische Kräfte können sehr stark sein; sie werden in Elektromotoren und Generatoren genutzt. Magnetische Energie kann in der Praxis kurzfristig in einer Spule gespeichert werden; mit supraleitenden magnetischen Energiespeichern sind längere Speicherzeiten bei hoher Energie möglich.
In einem elektrischen Schwingkreis werden elektrische und magnetische Energie periodisch ineinander umgewandelt.
Aufgrund der rechnerischen Gleichheit von Energie und Arbeit werden die Formelzeichen je nach Nützlichkeit gebraucht. In diesem Abschnitt wird {\displaystyle E} verwendet, obwohl in der Literatur die Gleichungen über die Feldenergie auch häufig mit {\displaystyle W} notiert sind, wie es dann im folgenden Abschnitt benutzt wird, um einer Verwechslung mit dem elektrischen Feld vorzubeugen.
Energie eines Kondensators
Die Energie, die im elektrischen Feld eines Kondensators gespeichert ist, beträgt
{\displaystyle E={\frac {1}{2}}\cdot C\cdot U^{2}},
wobei {\displaystyle C} die Kapazität des Kondensators und {\displaystyle U} die anliegende elektrische Spannung ist.
Kondensatoren speichern signifikant kleinere Mengen von Energie als Batterien. Bei größeren zu speichernden Energiemengen, für die sich der Einsatz einer Batterie oder eines Akkumulators nicht anbietet, verwendet man Doppelschicht-Kondensatoren.
Energie einer Spule
Die Energie, die im magnetischen Feld einer Spule gespeichert ist, beträgt
{\displaystyle E={\frac {1}{2}}\cdot L\cdot I^{2}},
wobei {\displaystyle L} die Induktivität der Spule und {\displaystyle I} die Stärke des sie durchfließenden Stroms ist.

## Elektrische Arbeit
Die elektrische Arbeit bei der Verschiebung einer Ladung {\displaystyle Q} zwischen zwei Punkten, zwischen denen die Spannung {\displaystyle U} besteht, beträgt nach der Definition der elektrischen Spannung
{\displaystyle W=U\cdot Q}.
Bei Bewegung von Ladung entgegen den elektrischen Feldkräften nimmt die elektrische Energie auf Kosten anderer Energieformen zu (positive elektrische Arbeit), während bei Bewegung von Ladung in Richtung der elektrischen Feldkräfte die elektrischen Energie zugunsten anderer Energieformen abnimmt (negative elektrische Arbeit). In Berechnungen ergeben sich diese Vorzeichen nur unter Einhaltung der physikalischen Vorzeichenkonventionen, elektrische Spannungen müssen dabei positiv gewertet werden, wenn in die betrachtete Richtung das elektrische Potential zunimmt.

### Arbeit im Stromkreis
Sind über eine Zeitspanne {\displaystyle \Delta t} Spannung und Stromstärke konstant (also Gleichgrößen), kann die Ladung durch das Produkt von Stromstärke und Zeitspanne ersetzt werden. Die Arbeit {\displaystyle \Delta W} in dieser Zeitspanne beträgt:
{\displaystyle \Delta W=U\cdot I\cdot \Delta t}.
Das Produkt von Spannung und Stromstärke ist die elektrische Leistung {\displaystyle P}, diese gibt die Arbeit pro Zeitspanne an und ist unter den genannten Bedingungen ebenfalls konstant:
{\displaystyle \Delta W=P\cdot \Delta t}.
Für den Bedarf an elektrischer Energie eines elektrischen Verbrauchers, der mit Netzspannung betrieben wird, ist dieser meist mit seiner Nennleistung gekennzeichnet, oft auf einem Typenschild. Die Zeitspanne legt der Benutzer durch die Dauer fest, in der der Verbraucher eingeschaltet ist. (Bei Geräten mit Bereitschaftsbetrieb, in denen nur Teile ausgeschaltet werden können und andere Teile ganztägig durchlaufen, wird die Standby-Leistung eher verschwiegen.) Bei einem anders mit Wechselgrößen betriebenen Verbraucher müssen sein Spannungsabfall und seine Wirkstromaufnahme bekannt sein.
Im allgemeineren Fall variabler Spannung {\displaystyle u} und Stromstärke {\displaystyle i} gilt für den Augenblickswert der Leistung {\displaystyle p} (wegen {\displaystyle p=\mathrm {d} W/\mathrm {d} t} und {\displaystyle i=\mathrm {d} Q/\mathrm {d} t})
{\displaystyle p=u\cdot i},
die elektrische Arbeit ergibt sich daraus durch Integration nach der Zeit:
{\displaystyle W_{12}=\int _{t_{1}}^{t_{2}}u\cdot i\cdot \mathrm {d} t}.

### Arbeit im elektrischen Feld
Die Arbeit bei der Verschiebung einer Ladung in einem elektrischen Feld von Punkt A nach Punkt B errechnet sich wie in der Mechanik als Skalarprodukt von Kraft {\displaystyle {\vec {F}}} und Weg {\displaystyle {\vec {s}}}, im allgemeineren Fall nicht konstanter Kraft als Integration der Kraft nach dem Weg:
{\displaystyle W_{ab}=\int _{a}^{b}{\vec {F}}\cdot \mathrm {d} {\vec {s}}}.
Die Kraft ergibt sich als Gegenkraft zur elektrischen Feldkraft auf die Ladung, die als Produkt von elektrischer Feldstärke {\displaystyle {\vec {E}}} und Ladung berechnet wird:
{\displaystyle {\vec {F}}=-({\vec {E}}\cdot Q)}.
Die elektrische Arbeit lässt sich damit allgemein ausdrücken als:
{\displaystyle W_{ab}=-Q\int _{a}^{b}{\vec {E}}\cdot \mathrm {d} {\vec {s}}}.

### Arbeit bei Veränderung des Abstands zwischen zwei Ladungen
Die Kraft auf eine Ladung {\displaystyle q}, die sich im Abstand {\displaystyle r} von einer Ladung {\displaystyle Q} befindet, beträgt nach dem coulombschen Gesetz
{\displaystyle F_{\text{C}}={\frac {1}{4\pi \varepsilon _{0}}}\cdot {\frac {Q\cdot q}{r^{2}}}}.
Die Verschiebung von {\displaystyle q}, sodass sich der Abstand von {\displaystyle r_{1}} auf {\displaystyle r_{2}} ändert, entspricht einer elektrischen Arbeit, die sich durch Integration der Gegenkraft nach dem Weg berechnen lässt:
{\displaystyle W_{12}=\int _{r_{1}}^{r_{2}}F\cdot \mathrm {d} r=-{\frac {Q\cdot q}{4\pi \varepsilon _{0}}}\cdot \int _{r_{1}}^{r_{2}}{\frac {\mathrm {d} r}{r^{2}}}={\frac {Q\cdot q}{4\pi \varepsilon _{0}}}\cdot \left({\frac {1}{r_{2}}}-{\frac {1}{r_{1}}}\right)}.
Aus dieser Formel lässt sich leicht das elektrische Potential im radialsymmetrischen elektrischen Feld um die Ladung {\displaystyle Q} ableiten, dafür wird {\displaystyle q} als Probeladung betrachtet und als Bezugspunkt der unendliche Abstand gewählt:
{\displaystyle \varphi =\lim _{r_{1}\to \infty }{\frac {W_{12}}{q}}} ;
{\displaystyle q} und {\displaystyle r_{1}} entfallen, nach Umbenennung von {\displaystyle r_{2}} in {\displaystyle r} ergibt sich
{\displaystyle \varphi ={\frac {Q}{4\pi \varepsilon _{0}\cdot r}}}.